# Laura Thorn
Laura Thorn (* 18. Januar 2000 in Luxemburg) ist eine luxemburgische Sängerin. Sie vertrat Luxemburg beim Eurovision Song Contest 2025 in Basel mit dem Lied La poupée monte le son.

## Leben und Wirken
Bereits ab ihrem achten Lebensjahr besuchte Thorn am Konservatorium von Esch an der Alzette zahlreiche Musikkurse wie Solfège, Klavier und Cello, außerdem nahm sie Tanzunterricht. Regelmäßig trat sie auf Bühnen und bei Wettbewerben auf. Sie absolvierte den Masterstudiengang in Pop-Gesang, Solfège und Musikpädagogik am Institut Royal Supérieur de Musique et de Pédagogie in der belgischen Stadt Namur und arbeitet seit September 2024 als Solfège- und Gesangslehrerin am Escher Musikkonservatorium. So unterrichtet sie dort in dem 2024 eingeführten Fach Moderner Gesang.
Im Sommer 2024 trat ein französisches Liedermacherduo, bestehend aus Julien Salvia und Ludovic-Alexandre Vidal, mit Thorn in Kontakt. Das Duo hatte einen Song für den luxemburgischen Vorentscheid zum Eurovision Song Contest 2025 komponiert und suchte nach einem geeigneten Künstler. Auf Vorschlag einer ehemaligen Gesangslehrerin von ihr wurde Thorn als Interpretin gefragt. Am 18. November 2024 wurde von RTL bekanntgegeben, dass Thorn am Luxembourg Song Contest teilnehmen würde. Diesen konnte sie am 25. Januar 2025 gewinnen, indem sie bei der Jury den ersten und beim Publikumsvoting den zweiten Platz belegte. Sie vertrat sodann Luxemburg beim Eurovision Song Contest 2025 in Basel mit dem Lied La poupée monte le son, einer Hommage an France Galls Poupée de cire, poupée de son. Im zweiten Halbfinale belegte sie den siebten Platz und war somit für das Finale am Samstag qualifiziert. In diesem belegte Laura Thorn mit 47 Punkten den 22. Gesamtrang.

## Diskografie

### Singles
- 2025: La poupée monte le son